# Anakaya, Ağrı
Anakaya là một xã thuộc thành phố Ağrı, tỉnh Ağrı, Thổ Nhĩ Kỳ. Dân số thời điểm năm 2011 là 245 người.